# Gösta Knothe

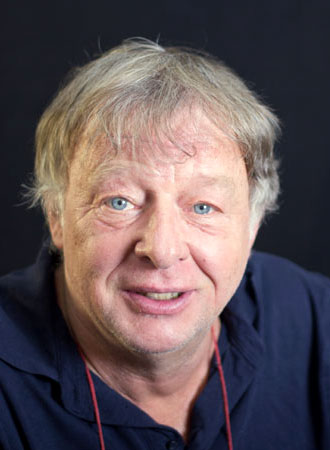
Gösta Knote (2013)

Gösta Knothe (* 16. September 1948 in Görlitz)
ist ein deutscher Regisseur, Schauspieler, Hochschullehrer und Autor.

## Leben
Gösta Knothe wuchs als Ältester von vier Geschwistern in Görlitz auf. Erste Kontakte zum Theater hatte er als Kinderdarsteller am Gerhart-Hauptmann-Theater Görlitz. Nach dem Abitur 1967 in seiner Heimatstadt bewarb er sich erfolgreich zum Studium an der Staatlichen  Schauspielschule Berlin (später Hochschule für Schauspielkunst „Ernst Busch“ Berlin), musste aber zunächst seinen Grundwehrdienst bei der NVA ableisten. Von 1969 bis 1972 absolvierte er sein Schauspielstudium unter Prof. Rudolf  Penka, während des Studiums Mitwirkung  in Goethes Faust I am Deutschen Theater Berlin in der Regie von Adolf Dresen und Wolfgang Heinz.
Das erste Engagement als Schauspieler führte ihn 1972 für drei Spielzeiten nach Zittau. 1975 wechselte er nach Neustrelitz an das Friedrich-Wolf-Theater. Dort war er auch als Regieassistent tätig und übernahm erste Regieaufgaben. Nach politischen Auseinandersetzungen um die Absetzung der Inszenierung von Marc Aurel oder ein Semester Zärtlichkeit von Werner Heiduczek  und dem Verbot der Uraufführung „Der Schuster und der Hahn“ von Armin Stolper  wurde 1981 seine Weiterbeschäftigung am Friedrich-Wolf-Theater Neustrelitz durch das MfS verhindert.
Die anschließende freiberufliche Tätigkeit als Schauspieler führten zu Gastspielen in Annaberg-Buchholz, Anklam, Brandenburg und in Schwedt, dort wirkte er in mehreren Inszenierungen der Regisseurin Freya Klier mit (u. a. in der Uraufführung von Die Legende vom Glück ohne Ende von Ulrich Plenzdorf). In Berlin arbeitete er bei Synchron und Fernsehen, spielte am Institut für Schauspielregie (bat) und für über zehn Jahre am Friedrichstadtpalast Berlin (Kleine Bühne „dasEI“).
1985 erhielt Gösta Knothe Lehraufträge für das Fach Schauspiel an der Hochschule für Schauspielkunst „Ernst Busch“ Berlin/Rostock, 1986 folgte dort eine Festanstellung als Hochschullehrer für das Fach Schauspiel. Er unterrichtete überwiegend im Bereich Szenenstudium und war Mentor mehrerer Studienjahre. Im Januar 1989 wurde der Vertrag  nach dem Stellen eines Ausreiseantrages zwangsweise beendet, im Juli 1989 wurde er aus der Staatsbürgerschaft der DDR entlassen und zog zusammen mit seiner Familie  nach West-Berlin.
Kurz nach dem Mauerfall am 9. November 1989 gastierte er wieder am Berliner Friedrichstadtpalast, spielte im HANSA-Theater Berlin und arbeitete bei Synchron und Fernsehen. 1991 und 1992 war er am Neuen Theater Hannover, dem Boulevardtheater der Landeshauptstadt, als Schauspieler engagiert.
1993 gastierte er als Regisseur an den Uckermärkischen Bühnen Schwedt und am Theater Stralsund.
Im April 1994 übernahm er die Leitung des Schauspielensembles an den Uckermärkischen Bühnen Schwedt (ubs), das er seitdem  als Schauspieldirektor leitet. Dort entstanden die meisten seiner Inszenierungen, teilweise in Zusammenarbeit mit Theatern in Stettin.

Seine erfolgreichen Inszenierungen finden sich oft ungewöhnlich lang im Repertoire, so wird Goethes Faust I seit 1995 gezeigt und ist bisher von etwa 80.000 Zuschauern gesehen worden.
Seit 2002 zeigen die ubs immer am Karsamstag beide Teile der Faust-Tragödie an einem Tag vor Zuschauern aus dem ganzen deutschen Sprachraum.
Gösta Knothe erhielt Lehraufträge an der Hochschule für Musik und Theater Rostock und der Hochschule für Film und Fernsehen Potsdam-Babelsberg. 2011 erarbeitete er mit Schauspielstudenten der Hochschule für Musik und Theater Leipzig deren Sommertheaterinszenierung Die drei Musketiere im Grassimuseum.

## Regisseur
Inszenierungen (Auswahl)

- Johann Wolfgang von Goethe 	Faust der Tragödie Erster Teil		- Uckermärkische Bühnen Schwedt
- Johann Wolfgang von Goethe	Faust der Tragödie Zweiter Teil		- Uckermärkische Bühnen Schwedt
- Friedrich Schiller		Die Räuber					- Uckermärkische Bühnen Schwedt
- Friedrich Schiller		Kabale und Liebe				- Uckermärkische Bühnen Schwedt
- G.E. Lessing			Nathan der Weise				- Uckermärkische Bühnen Schwedt
- William Shakespeare		Ein Sommernachtstraum			- Uckermärkische Bühnen Schwedt
- William Shakespeare		Komödie der Irrungen		        - Uckermärkische Bühnen Schwedt
- William Shakespeare		Hamlet                                      - Uckermärkische Bühnen Schwedt
- William Shakespeare		Die Lustigen Weiber von Windsor             - Uckermärkische Bühnen Schwedt
- J.B. Moliere			Der eingebildet Kranke			- Uckermärkische Bühnen Schwedt
- Carlo Goldoni			Der Diener zweier Herren			- Uckermärkische Bühnen Schwedt
- Carlo Goldoni			Krach in Chioggia („Skandal am Kanal“)	- Uckermärkische Bühnen Schwedt
- Maxim Gorki			Nachtasyl					- Uckermärkische Bühnen Schwedt
- Jean Anouilh			Antigone					- Uckermärkische Bühnen Schwedt
- John Gay			Die Bettleroper				- Uckermärkische Bühnen Schwedt
- John Gay                      Opera Zebracza                              - Opera na Zamku w. Szczecinie(Staatsoper Stettin)
- Axel Plogstedt	        Die drei Musketiere			        - HMT Leipzig
- Coline Serreau                Hase Hase                                   - Theater Stralsund und Greifswald
- Max Frisch			Biedermann und die Brandstifter	        - Uckermärkische Bühnen Schwedt
- Ray Cooney                    Außer Kontrolle                             - Uckermärkische Bühnen Schwedt
- Ray Cooney                    Cash                                        - Uckermärkische Bühnen Schwedt
- Ray Cooney                    Lügen haben junge Beine                     - Uckermärkische Bühnen Schwedt
- Ray Cooney                    Tom, Dick und Harry                         - Uckermärkische Bühnen Schwedt
- Ray Cooney                    Funny Money                                 - Uckermärkische Bühnen Schwedt

## Schauspieler
Rollen (Auswahl)
- Petruccio		Der Widerspenstigen Zähmung -	Neustrelitz
- Pater Joao Grilo	Das Testament des Hundes -		Neustrelitz
- Schuster		Schuster und Hahn -			Neustrelitz
- Racine		Das Biest des Mr. Racine -		Brandenburg
- Sänger		Das wissen wir schon, das kennen... - Friedrichstadtpalast (das Ei)
- Julien Ventroux	Lauf bloß nicht splitternackt herum - Schwedt
- Dr. Ernst Kretschmar	Verlängertes Wochenende -		  Hannover
- Roger			Sextett -		                  Hannover
- Dr. Klöbner u. a.	Loriots Dramatische Werke -		  Hannover
- Danfort		Hexenjagd -				  Schwedt
- Mephisto		Faust I -				  Schwedt
- Claudius		Hamlet -				  Schwedt
- ABV Horkefeld		Sonnenalle -			  Schwedt
- Kaiser Franz Joseph	Weißes Röß´l -			  Schwedt

## Filmografie
- 1986: Ein Wigwam für die Störche (Fernsehfilm)

## Hörspiele
- 1988: Christoph Wielepp: Der Klipperbixstein (Bettler) – Regie: Manfred Täubert (Kinderhörspiel/Kurzhörspiel) – Rundfunk der DDR